# 王小毛 (企业家)
王小毛（1962年—），曾用名王桂荣、王晓毛，河北沧州人，原天津浩天集团董事长，天津市原检察长李宝金的情妇，对外宣称是李宝金的“干女儿”，曾在天津房地产界红极一时并涉足房地产、典当业、公路建设运营、教育等多个行业。王小毛控制的浩天集团建设运营天津辖区内津岐公路、京福公路、津晋高速公路、津汕高速公路。教育领域，王小毛依托公立学校资源，兴办天津市南开翔宇学校、天津市河西区南开翔宇学校、天津医科大学临床医学院等多所民办学校。

## 生平
1985年，王小毛以司机身份进入天津市开发区进出口公司。1990年代初辞职下海经商。1992年，王小毛的弟弟因涉嫌诈骗被刑拘，王小毛为此奔走求助，借机与李宝金结识，逐步建立紧密联系，并依托其权势迅速崛起于天津商界。
王小毛创业的启动资金源于李宝金的私人关系，从渤海化工戴成文处拆借的一笔资金，并借此实现在房地产、高速公路领域的投资与扩张。
1995年，王小毛以自然人身份出资950万元，与天津市和平区小白楼街道下属集体企业天津白楼综合经营服务公司共同成立天津泰力房地产公司，该公司即为日后浩天房地产及浩天集团的前身。1998年，李宝金升任天津市检察院检察长，王小毛亦在当年将公司转为私人独资，资产规模迅速扩大，并延伸至高速公路、医药、学校等多个领域，部分业务则为“挂名经营”。
其地产项目以占据市中心优质地块著称，如位于马场道核心地段的“天娇园”，以及水上公园旁的“天娇源”，均属当时天津市的高端楼盘。
1995年，王小毛涉足需特批的典当与拍卖行业，成立浩天典当行，股东包括天津市法院、检察院下属企业及渤海化工股份。
1999年，王小毛与天津市南开中学合作办学，成立天津市南开翔宇教育发展有限公司并担任法定代表人，将公办民助的天津市南英中学改组为民办的天津市南开翔宇学校:858-859。
1999年6月，王小毛通过浩天集团与津高速前身的前身天津市公路建设发展公司合作成立浩天津岐公路有限公司，负责运营津岐公路。12月3日，浩天集团与津高速共同设立浩天京福公路有限公司，合作开发京福公路（天津南段）。
2002年9月10日，浩天集团再次与津高速合作，成立浩天津晋高速公路公司（浩天津晋），负责津晋高速公路（天津东段）。
2005年12月6日，浩天集团与津高速合资设立浩天津汕高速有限公司（浩天津汕），负责建设运营津汕高速公路。2006年3月2日，浩天津汕注册资本增至2.8亿元，但资金链紧张。为弥补浩天津汕的资金缺口，王小毛挪用了津晋高速公路还贷准备金，导致浩天津晋4000万元贷款逾期违约。同时，津汕高速公路大面积停工，引起高层重视，上述挪用资金行为，亦纳入银监会、国家审计署等调查范围。
2006年年初，戴成文旧案被重新启动，牵出王小毛与李宝金的利益勾结，最终三人相继落马。李宝金、王小毛、戴成文均由中纪委同一专案组的调查。

## 产业
- 浩天典当行[1]
- 浩天拍卖行[1]
- 天津浩天集团有限公司[1]
  - 浩天津岐公路有限公司（津岐公路）
  - 浩天京福公路有限公司（京福公路）
  - 浩天津晋高速公路公司（津晋高速公路）
  - 浩天津汕高速有限公司（津汕高速公路）
- 天津生物制品公司[1]
- 天吉医学影像中心有限公司[1]
- 天津医科大学临床医学院[8][1]
- 天津市南开翔宇学校[6]:858-859[1]
- 天津市河西区南开翔宇学校[9]

## 涉案
2006年，因渤海化工董事长兼总经理戴成文案发，调查过程中戴成文积极检举揭发王小毛、李宝金等犯罪事实。此后，牵连出王小毛、天津市检察长李宝金，三人均由中纪委同一专案组的调查。此后，调查蔓延至天津市政协主席、市政法委书记宋平顺和北方信托董事长霍津义、滨海新区工委书记、管委会主任皮黔生等并相继落马。

### 侦查过程
由于王小毛案深度牵连天津政法系统及国资系统，案件的侦查与审理过程一度颇为复杂曲折。2006年4月21日，王小毛因涉嫌行贿罪，被河北省唐山市人民检察院依法监视居住；同年7月29日被依法刑事拘留，8月10日被依法执行逮捕。
案件最初由河北省沧州市人民检察院侦查终结，并于2007年6月4日经最高人民检察院指定，移送河北省东光县人民检察院审查起诉。同年12月，最高人民检察院再次指定天津市人民检察院第二分院负责审查起诉。2008年1月21日，王小毛创办的浩天房地产公司因涉嫌偷税，被天津市公安局侦查终结，移送天津市检察院第二分院审查起诉，期间审查起诉期限曾延长15日。鉴于两案存在关联，三日后，天津市检察院第二分院将两案并案，向天津市第二中级人民法院提起公诉。

### 案件审理
2008年7月21日，被天津市第二中级法院一审判开庭。天津市检察院第二分院控诉，王小毛与原天津市检察院检察长李宝金勾结，共同收受天津渤海化工集团165万元贿赂款；为掩盖受贿事实，其公司与渤海化工伪造咨询合同，以支付“咨询费”形式转账。王小毛在该案中扮演掮客角色，协助天津市公安局赴深圳追回债款，并从中谋取非法利益。此外，王小毛控制的天津浩天房地产开发有限公司还被控偷税6391.61万余元。检察机关认定，其在企业经营中通过虚假纳税申报等手段，故意违反国家税法，偷逃巨额税款。
最终，法院判处王小毛犯有受贿罪、偷税罪，有期徒刑六年。

### 天津地铁和谐大厦交易案
在判刑后，天津地铁腐败案被揭发，王小毛又被卷入其中。新涉入案件的金额远超过之前被量刑时认定的金额。
2004年，天津地铁总公司计划购置办公楼，由时任总经理高怀志等人负责考察选址。王小毛得知消息后，通过天津市市政工程局局长牵线，主动将其旗下浩天集团开发的杰林大厦推荐给地铁总公司，并承诺协助高怀志谋求晋升。高怀志擅自安排公司总经济师与浩天公司谈判，并接受王小毛提出的高价出售条件。协议签订后，高怀志发现所购楼盘为未完工的烂尾项目。随后，王小毛在宴请地铁系统多位负责人时，提出提高售价并将原应由浩天公司承担的405万元市政配套费用转嫁至地铁公司。饭后，高怀志再次安排修改合同，接受上述不利条件。该交易最终造成国有资产损失650余万元，杰林大厦后更名为“天津地铁和谐大厦”。王小毛在该案中通过行贿和利益输送操纵国有企业采购，涉嫌以权谋私和侵吞国有资产。